# Saphanodes allardi
Saphanodes allardi är en skalbaggsart som beskrevs av Jean François Villiers 1969. Saphanodes allardi ingår i släktet Saphanodes och familjen långhorningar. Inga underarter finns listade i Catalogue of Life.